# Альянс Повстанців
Альянс за відновлення Республіки (англ. Alliance to Restore the Republic), також відомий як Альянс повстанців — організація у вигаданому всесвіті Зоряних війн, сила опору, створена для протистояння Галактичній імперії та її послідовникам. Альянс був сформований групою прихильників ідеалів Галактичної Республіки.

## Історія

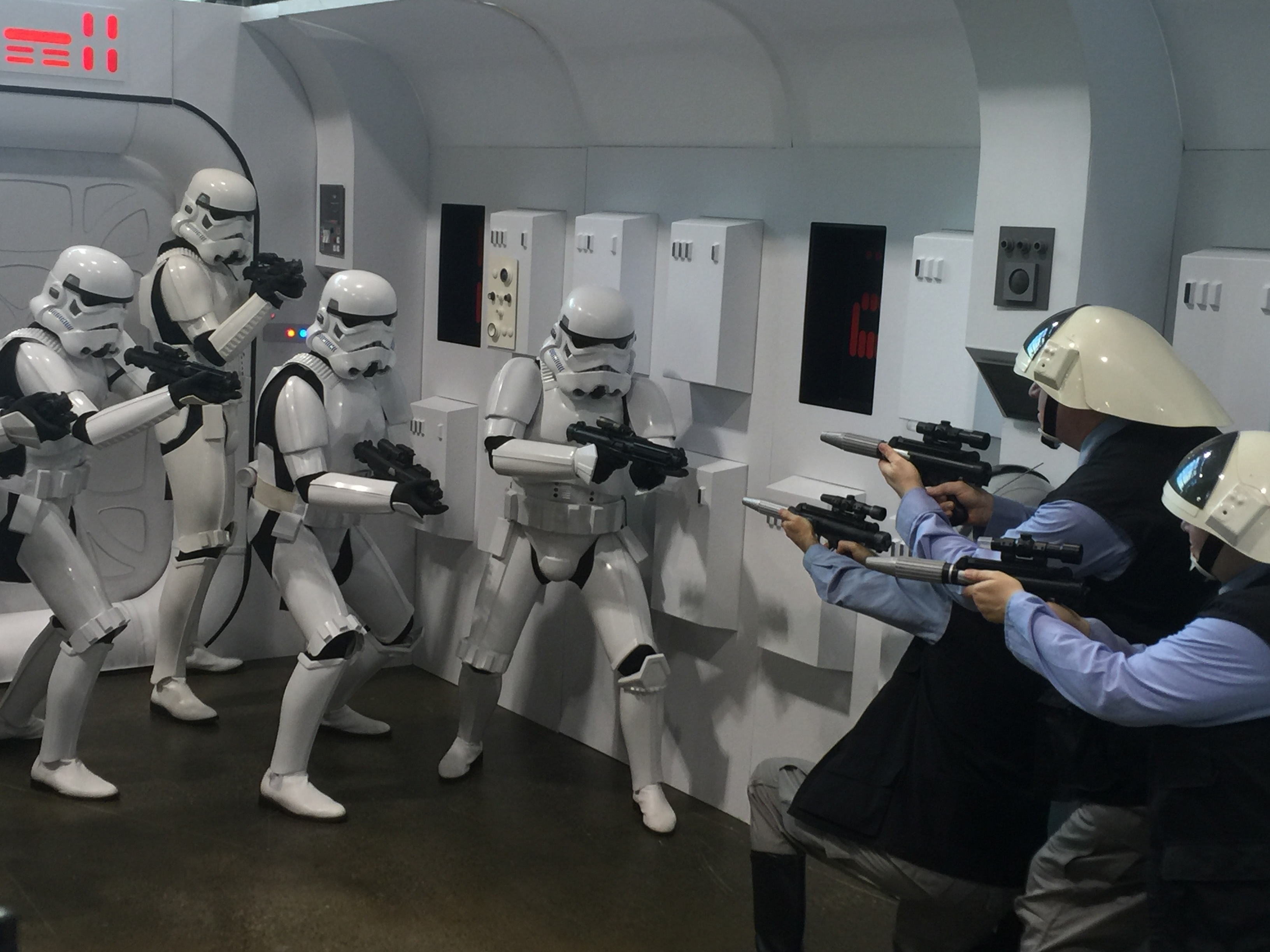
Піхотинці Альянсу (праворуч) в бою з імперськими штурмовиками

### Створення Альянсу Повстанців
Зародження Альянсу сягає корінням часів Війни клонів. Тоді за сприяння Енакіна Скайвокера Радою джедаїв було організовано ополчення, покликане боротися з сепаратистами з Торгової федерації.
Коли сенатор Палпатін, маніпулюючи Галактичним Сенатом, домігся для себе надзвичайних повноважень, сенатори Бейл Органа і Мон Мотма побачили в цьому крок до диктатури. Зустрівшись з іншими членами Сенату, яким вони довіряли, Органа й Мотма сформували «Делегацію 2000». Ймовірно, цей момент і є передумовою майбутнього Повстання. Члени Делегації склали «Прохання 2000», намагаючись змусити Канцлера зняти його надзвичайні повноваження і почати мирне вирішення питання війни. Палпатін відхилив це прохання, і незабаром перетворив Галактичну Республіку на Галактичну імперію, з підтримкою практично всіх членів Галактичного Сенату (більше 99 %), проголошуючи себе Імператором. Багато з тих, хто підписав «Прохання 2000», були поміщені у в'язницю, вбиті або відправлені у вигнання, хоча Органа і Мотма зуміли уникнути репресій завдяки пораді Падме Амідали не привертати увагу Палпатіна.
Імператор, виставивши джедаїв узурпаторами влади, організував раптову атаку на них по всій галактиці, а Храм джедаїв перетворив на свою резиденцію. Він активно винищував усіх, здатних користуватися Силою, за винятком тих, що були однозначно вірні йому. Після цього Бейл Органа і Мон Мотма фактично почали створювати за зразком ополчення опір проти законного тирана держави — Палпатіна.

### Збройний опір

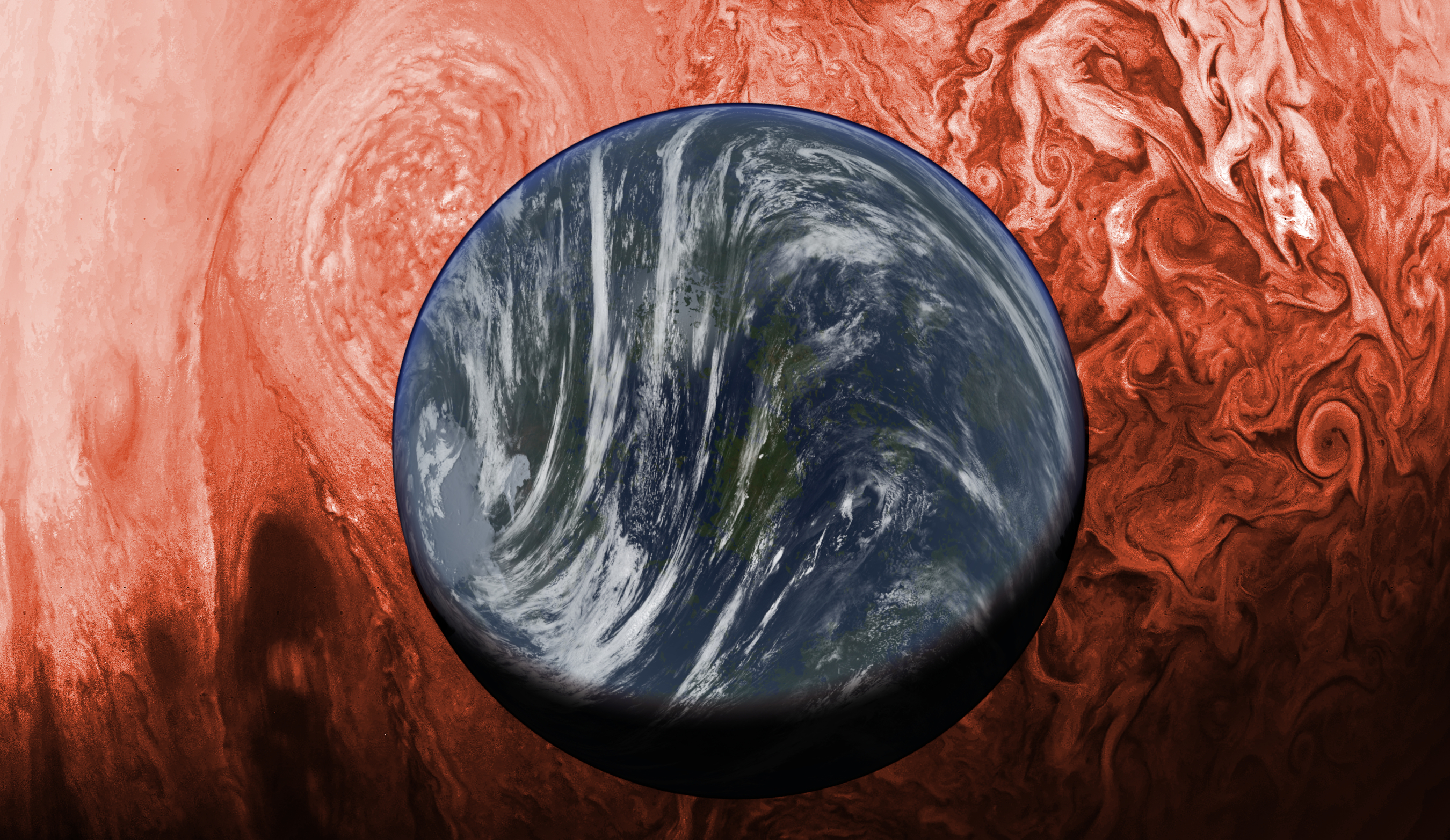
Явін IV, база Альянсу, перемога при якій стала поворотним моментом в галактичній історії

Стратегія імператора Палпатіна була заснована на нагнітанні страху з одного боку перед повторенням Війн клонів, з іншого — перед військовою міццю Імперії. Держава агресивно насаджувала імперське управління та впроваджувала співпрацю з лояльними злочинцями.
Підйом Галактичної Імперії не був підтриманий всіма планетами. Однією з перших планет, які намагалися протистояти імперіалізації був власний рідний світ Імператора — Набу, де на той час правила королева Апайлана. Під керівництвом Апайлани, в Набу продовжували відзначати пам'ять Республіки, не визнаючи верховенство Імперії в галактиці. Крім того, королева почала розглядати військові варіанти, такі, як переховувати джедаїв від імперського правосуддя. Такі дії були виявлені і інтерпретовані як ознаки повстання проти Нового Порядку. Імперія вирішила помститися Набу та спорядили війська. 501-й легіон, елітний підрозділ клонів штурмовиків під командуванням лорда ситхів Дарта Вейдера, що напали на столицю Набу — Тід у 18 ДБЯ. Коли на місто напали імперці, міський гарнізон був знищений, а королева Апайлана була вбита. Донька Бейла Органи, Лея Органа стала сенаторкою і таємно підтримувала Альянс Повстанців під виглядом надсилання планетам гуманітарної допомоги.
Мон Мотма на планеті Дантуїн заснував центр Повстання, збираючи армію і флот. Паралельно тривала розробка бойової космічної станції «Зірка смерті», що повинна була тримати в страху всю галактику, позаяк була б здатна знищувати цілі планети. Інженер Ґейлен Ерсо, усвідомлюючи наслідки застосування станції, зумисне лишив у ній вразливе місце та передав інформацію про нього Альянсу Повстанців. Попри фактичну поразку флоту повстанців при викраденні цих даних, Лея Органа встигла відірватися від переслідування та завантажити інформацію в дроїдів, яких послала на Татуїн.

### Криза Альянсу і повалення Імперії
Дарт Вейдер зумів захопити Лею в полон і віддав наказ знищити її рідну планету Альдераан, якщо та не видасть розташування дроїдів. Вейдер виконав погрозу, Альдераан було зруйновано разом з усіма жителями, але тим часом дроїдів знайшов Люк Скайвокер, син Енакіна Скайвокера (Дарта Вейдера). Обі-Ван Кеннобі, вчитель Енакіна та останній відомий Альянсу джедай, що переховувався на Татуїні, отримав повідомлення Леї та погодився допомогти. Він навчив основам джедайської майстерності та разом з найманцем Ханом Соло і його напарником Чубаккою вирушив до Альдераану. На місці їх було затягнуто всередину «Зірки смерті», повстанці зуміли, не видаючи себе, визволити Лею та втекти до Явіна IV, де розташовувалася база повстанців. Коли «Зірка смерті» прибула слідом, Люк скористався вразливістю станції, щоб знищити її.
Незабаром Імператор розпочав будівництво другої «Зірки смерті», меншої та більш захищеної. Дарт Вейдер, дізнавшись про Люка, вирішив заручитися його допомогою для повалення влади Палпатіна. Він доставив його до Імператора, де той підмовив батька й сина на смертельний двобій. Вейдер, попри перемогу, відмовився вбивати Люка і натомість убив Імператора. Це дало повстанцям шанс атакувати «Зірку смерті» та знищити її. Різке зникнення контролю з боку Імператора над флотом і армією дезорганізувало імперські сили. Це обумовило швидкий реванш Альянсу Повстанців, який завершився відновленням Галактичної Республіки.

## Спадок Альянсу
Відновлена Галактична Республіка отримала назву Нова Республіка. Із залишками Імперії було підписано Галактичну угоду про перемир'я. Втім, Нова Республіка була набагато слабшою за свою попередницю і внутрішні суперечності завадили їй цілком відновити колишній лад.
Коли в галактиці постав Верховний Порядок, Лея Органа заснувала за зразком Альянсу Повстанців організацію Опір.